# ロッキー・ホラー・ショー (ミュージカル)
『ロッキー・ホラー・ショー』（The Rocky Horror Show）は、リチャード・オブライエン作詞作曲および脚本によるミュージカル。1940年代終盤から1970年代初頭までのSF映画やB級ホラー映画のユーモラスなトリビュートである。婚約したばかりのカップルが嵐に遭い異性装のマッドサイエンティストの家に辿り着き、フランケンシュタインのような人造人間で完璧な筋肉を持った「金髪で日焼けした」ロッキー・ホラーが登場する。
ジム・シャーマンがプロデュースおよび演出を担当し、オリジナル・ロンドン公演はロイヤル・コート劇場のシアター・アップステアにて1973年6月16日と18日にプレビュー公演が行なわれ、19日から正式に開幕した。ロンドンの様々な会場で上演され、2,960公演ののち1980年9月13日に閉幕した。1973年、イブニング・スタンダード賞ミュージカル作品賞を受賞した。1974年、ロサンゼルスにてアメリカ合衆国初上演され、9ヶ月公演で成功をおさめたが、1975年、ブロードウェイのベラスコ劇場で上演された際、トニー賞1部門、ドラマ・デスク・アワード3部門にノミネートされたにもかかわらずプレビュー公演3回、本公演45回で閉幕した。ウエスト・エンド再演、ブロードウェイ再演、イギリス・ツアー8回の他、6ヶ国の海外プロダクションも製作された。
1975年、オブライアンがリフ・ラフ役で映画『ロッキー・ホラー・ショー』が製作され、映画史上最長ロングラン上映となり、2016年にはテレビ映画『The Rocky Horror Picture Show: Let's Do the Time Warp Again 』が放送される。BBCラジオ2の必見ミュージカル作品に関する世論調査で第8位にランクインした。

## 経緯
1970年代初頭、職にあぶれた俳優リチャード・オブライエンは冬の午後の暇つぶしに『ロッキー・ホラー・ショー』を執筆した。若い頃からオブライアンはサイエンス・フィクションやB級ホラー映画に熱中し、『ロッキー・ホラー・ショー』にB級ホラー映画の何気ないユーモア、低俗なホラーの仰々しい台詞、スティーヴ・リーヴスの筋肉ネタ、1950年代ロックンロールを詰め込みたかった。当初意図していなかったが異性装が主なテーマとなった。
オブライアンが未完の『ロッキー・ホラー・ショー』をオーストラリアの演出家ジム・シャーマンに見せると、シャーマンは新作上演によく使用されるチェルシーのスローン・スクエアにあるロイヤル・コート劇場のシアター・アップステアでの演出を決意した。シャーマンは『ヘアー』、『ジーザス・クライスト・スーパースター』のオリジナル・オーストラリア・プロダクションの演出で地元の称賛を得ていた。シャーマンは『スーパースター』イギリス初演の演出のためロンドンに来ており、ヘロデ・アンティパス役を1度だけ演じたオブライアンと会ったのである。シャーマンは仲間のオーストラリア人女優ネル・キャンベルと長年装置デザインのパートナーであるブライアン・トムソンをプロダクションに引き入れた。
スター俳優ティム・カリーは初めて脚本を読んだ時のことを以下のように語った:
ベイカー・ストリートはずれのパディントン・ストリートに住んでいて数軒離れた所に古いジムがあったためその舞台については聞いたことがあった。リチャード・オブライアンと道で会って、歌える筋肉質の男を探しにジムに行ったところだと言っていた。私はなぜ歌う必要があるのか聞いた。彼はミュージカルが出来上がったところだと言うので私は彼と話をしなければならないと思った。彼は私に脚本を与え、私は思った。これができたらすごいことになると。
オリジナル製作チームは、スー・ブレインが衣裳デザイン、リチャード・ハートリーが音楽監督(のちにピート・モスに交代)を担当した。マイケル・ホワイトもプロデューサーとして参加した。リハーサル段階で、題名は『They Came from Denton High 』となったが、シャーマンの提案によりプレビュー公演直前に『ロッキー・ホラー・ショー』になった。
2回のプレビュー公演後、間隔をあけずに1973年6月19日から7月20日までロイヤル・コート劇場の63席のシアター・アップステアにて上演された。出演者はティム・カリー、パトリシア・クイン、ネル・キャンベル(リトル・ネルとして)、ジュリー・コヴィントン、オブライアンなどで、徹底的なキャンプ様式で批評的にも商業的にも大成功をおさめた。レコード・プロデューサーのジョナサン・キングが2日目の公演を観劇し、すぐに彼のレーベルであるUKレコードとオリジナル・キャスト・レコーディングの契約をした。当初キングは公演のプロモーションに積極的に参加し、ホワイトが主な経済的後援者であったがキングも後援者として参加した。
ロイヤル・コート劇場での成功により、1973年8月14日から10月20日までキングス・ロード近くの230席のチェルシー・クラシック・シネマに移行した。11月3日からキングス・ロードから少し離れた500席のキングス・ロード劇場が半永久的な劇場となった。批評的称賛を受け、1973年、イブニング・スタンダード賞ミュージカル作品賞を受賞した。
1979年3月31日、キングス・ロード劇場公演が閉幕し、4月6日からコメディ・シアター(現ハロルド・ピンター劇場)で上演された。伝統的なプロセニアム・アーチの舞台で上演するのは初めてだったため、演出に変更が加えられた。またこれまで1幕ものであったが、休憩ありの2幕に分けられた。1980年9月13日、閉幕した。

## あらすじ

### 第1幕
荒廃した映画館で働くアシュレット(トリクシー)は、バック・ヴォーカルである仮面をしたファントムたちと共に今夜の「映画」を紹介する(Science Fiction/Double Feature )。
高校時代からの親友ラルフ・ハプシャットとベティ・マンローの結婚式の帰り、ブラッド・メジャーズはベティの友人ジャネット・ワイズに愛を告白し(Dammit Janet )、2人は婚約する。 ナレーターが登場し、ブラッドとジャネットは婚約の報告のためにデントンを経ち、科学講師のもとに向かっている途中に暴風雨に遭うと解説する。道中2人の車はタイヤがパンクし、電話を探しに雨の中歩いて行くと古城にたどり着く(Over at the Frankenstein Place )。
ナレーターは、ブラッドとジャネットが不安ではあるが、全てを受け入れなければならないと解説する。ブラッドとジャネットが到着すると、せむしの雑役夫で住み込み執事のリフ・ラフが彼らに挨拶していると、彼の姉妹でメイドのマジェンダが登場する。リフ・ラフ、マジェンダ、そしてグルーピーのコロンビアが、配達員エディが配達に失敗したため不幸な境遇に陥れられたと語る(The Time Warp 注1)。ブラッドとジャネットは逃げようとするが、全性愛、異性装、マッドサイエンティストのフランク・N・フルターがやってきて止められる。彼は「トランシルヴァニアのトランセクシャル出身のスウィートなトランスヴェスタイト(異性装)」と自己紹介し、ブラッドとジャネットを自分の研究所に招待する(Sweet Transvestite )。彼が退室すると、ブラッドとジャネットは乾かすために服を脱がされる。
ブラッドとジャネットが研究所に行くと、フランクは2人に白衣を与える。フランクは生きること、それ自身の秘密を発見したと告げる。彼は生を与えられた金髪で体格の良い人造人間ロッキー・ホラーを公表する。包帯を取り除くと、ロッキーは自身の窮地を恐れる(The Sword of Damocles )。フランクは筋肉を称える歌によってロッキーの体格を称賛する(Charles Atlas Song /I Can Make You a Man 注2)。研究所のコカ・コーラ冷蔵庫が開いて、フランクとコロンビアの元彼氏で手術の縫い目の残るバイク乗りのエディが登場する。エディは脳にダメージのあるゾンビで、コロンビアを救い出そうとしてフランクの研究所を荒らして逃げる。エディは過去に生きていた頃の記憶を一部取り戻す(Hot Patootie – Bless My Soul )。フランクはパニックになり、エディを冷蔵庫に戻そうとするが、斧を振り回して殺そうとする。フランクはエディの脳を半分与えたロッキーに、エディよりもロッキーを気に入っていると語る(Charles Atlas Song (Reprise) /I Can Make You a Man (Reprise) 注2)。かつてフランクとエディは精神的に強く繋がっていたが、エディは筋肉がないため捨てられたのである。ブラッドとジャネットはゾンビとなったエディの殺害現場を目撃して混乱し、別々の寝室に案内される。

### 第2幕
ナレーターはブラッドとジャネットが危険にさらされていると語る。ジャネットの暗い寝室で、ジャネットはブラッドとの一夜を楽しんでいるつもりであったが、それはブラッドに変装していたフランクであった。フランクはジャネットに、喜びは罪ではないと納得させ、ジャネットはフランクに、ブラッドには内緒にしていてほしいと頼み、続行する。一方その後ブラッドの暗い寝室で、ブラッドはジャネットとの一夜を楽しんでいるつもりであったが、それはジャネットに変装していたフランクであった。フランクはジャネットに内緒にすると約束するが、続行した途端にリフ・ラフがテレビ画面に登場して中断し、ロッキーが逃げたと伝える。ジャネットは研究所でブラッドを探していると、ロッキーが隠れているのを見つける。テレビ画面を見ると、ジャネットはブラッドがフランクとベッドを共にしているのが見え、ジャネットはロッキーを誘惑する(Touch-a, Touch-a, Touch-a, Touch Me )。ブラッドがロッキーを探すためにテレビを動かしていると、他の者たちがジャネットとロッキーがベッドを共にしているのを目撃し、ブラッドは怒り傷付く(Once in a While )。リフ・ラフはフランクに城に別の訪問者が来ていることを伝える。ブラッドとジャネットが訪ねようとしていた対麻痺の科学講師エヴレット・スコット博士であった。
スコット博士はコロンビアに促され研究室に押し入るとフランクに非難され、城を探索しようとしていたブラッドはスコット博士とFBIとの繋がりを知る。スコット博士はエディを甥と明かし、エディを探しに来たのだと告げる(Eddie's Teddy )。フランクはエディの死体を皆に見せ、ブラッド、ジャネット、スコット博士の3名の客と反抗的なロッキーを拘束するため機器を使用する(Planet Schmanet Janet )。城の住人たちはフランクに連れてこられた宇宙人であることが明かされる。彼らは地球人に深くかかわってしまったために当初のミッションを放棄し、人造人間ロッキー開発に取り組んでいたのである。マジェンダは故郷の星に戻ると語るがフランクはこれを拒否し、フロア・ショーをさせる。
フランクの影響によりコロンビア、ロッキー、ブラッド、ジャネットは下着姿で歌い踊る(Rose Tint My World (Floor Show) )。その後フランクは彼らの抑圧を取り除くようそそのかし、本能のまま動くように仕向けると乱痴気騒ぎとなる(Don't Dream It – Be It )。フランクは皆を最後の熱い曲でフロア・ショーをさせる(Wild and Untamed Thing )。宇宙服を着て熱線銃を持ったリフ・ラフとマジェンタが入ってきてショーは中断する。リフ・ラフはフランクの地位を奪い、星に連れ帰ると宣言する(Transit Beam )。フランクはリフ・ラフから同情を買い、残りの人生を地球人とベッドを共にして生きていきたいという熱意を理解させようとする(I'm Going Home )。リフ・ラフは意に介さず、コロンビア、フランク、ロッキーを銃で撃ち、ブラッド、ジャネット、スコット博士に出て行かせる。
3名が城から逃げると、リフ・ラフとマジェンタは故郷に帰る喜びを語り、仲間のトランシルヴァニアンたちと共に再びタイム・ワープする(Spaceship )。ブラッドとジャネットは城が宇宙に向けて発射するのを見届け、これまでのことは何だったのかと混乱する(Super Heroes )。ナレーターは「星の表面を這う者を虫たちは人類と呼ぶ。時間、空間、意味に惑う」と語る。アシュレットが再登場し、この一夜のできごとを思い返す(Science Fiction/Double Feature (Reprise) )。
- 注1: オリジナル・ロンドンおよびロサンゼルス・ブロダクションでは『Sweet Transvestite 』は『Time Warp 』の前であった。映画版で変更され、1990年のウエスト・エンド再演でオブライアンが脚本を改訂して以降舞台版でも曲順が変わった。
- 注2: 映画版において『Charles Atlas Song 』はこれを改訂した『I Can Make You a Man 』と置き換えられた。1990年の脚本改訂版では2曲を合わせて『I Can Make You a Man 』とした。1999年の再改定版では映画版と同様に戻され、以降メジャーなプロダクションで使用されている。リプライズでは題名以外は変更はない。

## プロダクション

### オリジナル・ロサンゼルス・プロダクション(アメリカ初演)
ルー・アドラーはモントレー・ポップ・フェスティバルなどリスキーなイベントに関わってきていた。彼のレコード・レーベルであるオード・レコードは実験的タレント養成で知られるようになった。1973年の晩冬、アドラーはブリット・エクランドと共に観劇し、ヒット作になるという衝動に駆られて舞台裏でプロデューサーと会い、36時間以内にアメリカ上演権を獲得した。
1974年3月24日、ロサンゼルスにあるロキシー劇場で初演され、9ヶ月上演された。ティム・カリーとオブライアン以外、出演者は一新した。チケットは完売し、20世紀フォックスと映画化契約をした。フォックスの重役ゴードン・スタルバーグはロキシー劇場で観劇し、映画化に際し100万ドルを投資することに同意した。アドラーはクラブを劇場に変更することに成功した。歌手のミートローフは様々なセレブリティたちが観劇し、エルヴィス・プレスリーに会えたことを思い返す。アメリカ合衆国上院議員アル・フランケンは若い頃、シド・ストロングの紹介で照明見習いをしていた。彼はプロデューサーのブライアン・エイネットにより上演し、カリーとオブライアンはイギリスから連れてこられたと回顧した。

### オリジナル・シドニー・プロダクション(オーストラリア初演)
ハリー・M・ミラーはオリジナル・シドニー・プロダクションをプロデュースし、1974年4月15日にニュー・アーツ・シネマ(旧アスター、のちのヴァルハラで現在オフィス・ビル)で開幕した。レグ・リヴァモア、ジェーン・ハーダーズ、ケイト・フィッツパトリック、アーサー・ディグナム、サル・シャロウ、ジョン・パラモア、グラハム・マターズ、ボブ・ハドソン、モーリーン・エルナーが出演した。

### オリジナル・メルボルン・プロダクション
シドニーで18ヶ月上演後、メルボルンに移行し、1975年10月、リージェント・パレス劇場で開幕した。さらに18ヶ月、458公演上演ののち、1977年5月に閉幕した。マックス・フィップスがフランク役、ジョアン・ブロッケンシャーがマジェンタ役、クライヴ・ブラッキーがロッキー役、シャーリー・アン・キアがジャネット役で出演した。

### オリジナル・ブロードウェイ・プロダクション
1975年初頭、アドラーはロキシー劇場での10ヶ月の公演を閉幕し、出演者たちをイギリスに戻して映画版の撮影に入った。アドラーは映画公開直前のブロードウェイ公演開幕を計画した。映画版との連携で『ジーザス・クライスト・スーパースター』のような成功が期待されたが、たった45回の上演で閉幕した。

### オリジナル・サンフランシスコ・プロダクション
1976年2月3日、アメリカ3番目のプロダクションとして、サンフランシスコのモンゴメリー・プレイハウスで開幕し、103回上演ののち5月30日に閉幕した。A・マイケル・アマリノが演出し、マイケル・レノが音楽監督および編曲を担当した。新たな出演者を迎え、デイヴィッド・ジェイムズがフランク役を演じた。開幕日の出演者はロスリン・ローズマンがアシュレット/マジェンタ役、ニーダ・グリーンがジャネット役、ロバート・レイノルズがブラッド役、リチャード・ギーがナレーター役、バディ・キングがリフ・ラフ役、ポーラ・デズモンドがコロンビア役、ボブ・デュラニーがロッキー役、エミル・ボレリがエディ/スコット博士役を演じ、バック・ヴォーカルはヴィッキー・ドラジ、ウィリアム・J・タック、ケリー・セント・ジョンが担当した。

### ウエスト・エンド再演
1979年4月9日、ウエスト・エンドのパントン・ストリートにある820席のコメディ・シアターに移行し、2,960回上演後1980年9月13日に閉幕した。1980年代初頭、いくつかのプロダクションが上演され、1984年、シアター・ロイヤル・ヘンリーからのツアー公演のため脚本が改訂され、イギリスでは定期的に上演され続けている。

## 他のプロダクション

### イギリス・プロダクション
1990年から1991年のピカデリー・シアターでのウエスト・エンド再演以降、リチャード・オブライアンのプロデュース公演およびハワード・パンターの『ロッキー・ホラー・カンパニー』のイギリス・ツアー公演が定期的に行われている。著名な出演者にはティム・マッキナリー、アンソニー・スチュワート・ヘッド、ロビン・カズンズ、ジェイソン・ドノヴァン、ジーナ・ベルマン(ジャネット役)、ジョナサン・ワイクス(フランク役)、エドワード・トゥダー・ポール(リフ役)、クレイグ・ファーガソン、エイドリアン・エドモンソン(ブラッド役)などがいる。
2007年7月14日、リチャード・オブライアンのロッキー・ホラー・ショー(Richard O'Brien's Rocky Horror Show )2006年-2007年ツアーが約18ヶ月の上演後サリー州ウォキングで終了した。クリストファー・ラスコムが演出し、デヴィッド・ベデラがフランク役を演じた。2006年7月22日、トラファルガー広場で行われた『ビッグ・ダンス』にツアー出演者がナレーター役のロジャー・ロイド＝パック、脚本家のオブライアンと共に『The Time Warp 』を演じ、BBC Oneの『Dancing in the Street 』で放送された。2008年、デイヴィッド・ベデラはネイサン・アムジのプロデュースによりファースト・アルバム『The Dean St. Sessions 』をリリースし、ボーナス・ビデオとしてオブライアンとのデュエット『I'm Going Home 』を収録した。
2009年3月、秋からの開催に向けて新たなイギリス・ツアー公演の準備が始まった。2006年度のツアー公演の再演としてクリストファー・ラスコムが再度演出し、演出、照明、振付、衣裳、編曲に修正が加えられた。9月17日、ニュー・ウィンブルドン劇場で開幕し、2010年12月4日、エイルスバリー・ウォーターサイド劇場で閉幕した。
2009年9月から2010年7月、ツアー公演は一区切りし、夏休み時期は休演した。デイヴィッド・ベデラがフランク役を再演していた。2010年9月1日、ウォキングにあるニュー・ヴィクトリア劇場にて出演者が一部変更になって次の一区切りが上演された。イギリス・ツアー夏休み中、演出のラスコムと製作チームはアメリカ人、オーストラリア人、ニュージーランド人の新た な俳優、地元のセレブリティのナレーター役を加えたイギリス・ツアー出演者により韓国ソウル公演を製作した。8月から10月まで上演され、11月から12月はニュージーランド・ツアーに移行しオブライアンが珍しくナレーター役で登場して5週間上演された。

#### 2012年–2013年、イギリス・ツアー
2012年12月、1年に亘る新たなイギリス・ツアー・プロダクションが開始し、上演40周年を祝った。
クリストファー・ラスコムが再び演出し、オリヴァー・ソーントンがフランク役、2013年2月までITV1の『スーパースター』優勝者ベン・フォースターがブラッド役、2013年5月までドラマ『エマデイル』のロクサヌ・パレットがジャネット役、2013年3月まで『Xファクター』のリディアン・ロバーツがロッキー役に配役された。近年のプロダクションと違い、このツアー公演ではゲスト・ナレーター制を採用せず、フィリップ・フランクスが常時ナレーター役を務めた。
クリスチャン・ラヴァコムがリフ・ラフ役を再演し、アビゲイル・ジェイがマジェンタ/アシュレット役に配役され、セリス・ハインがコロンビア役を再演し、ジョエル・モンタギューがエディ/スコット博士役、マリア・コイン、クリストス・ダンテ、デイヴィッド・ゲイル、レイチェル・グランディがファントム役、アンドリュー・エイハンがスウィング役に配役された

#### 40周年テレビ中継/2015年-2016年、イギリス・ツアー
2015年、40周年記念ツアーがロンドン・プレイハウス劇場から行われ、10月、ヨーロッパ中の多くの映画館およびBBCで中継された。ロンドン公演のみリチャード・オブライアンがナレーター役を務めた。開幕日、彼がステージに登場する計7回スタンディング・オヴェーションを受けた。その後のツアーは12月に開始することが発表された。

### 2014年–2015年、オーストラリア・ツアー
2014年1月、40周年を祝し、イギリス・プロダクションによる新たなオーストラリア・ツアーが開始した。イギリスでも同様のツアー公演を継続していたが、オーストラリア・ツアーではクレイグ・マクラクランが1992年オーストラリア公演以来フランク役を再演した。他にティム・マドレンがブラッド役、クリスティ・ウィレン・ブラウンがジャネット役、アシュリー・パイクがコロンビア役、エリカ・ヘイナッツがマジェンタ/アシュレット役、ニコラス・クリストがエディ/スコット博士、ブランデン・アーヴィンがロッキー役、トニー・ファレルがナレーター役に配役された。クリスチャン・ラヴァコムはイギリス・ツアーおよびニュージーランド・プロダクション以来リフ・ラフ役を再演した。ヴィンセント ・フーパー、ルイージ・ルセント、ミーガン・オシア、アンジェラ・シャンディ、ジェイムズ・マクスフィールドがファントム役を務めた。
2014年1月10日、ブリスベンにあるクイーンズランド・パフォーミング・アーツ・センターで初演され、2月9日まで上演された。
その後2月16日から3月9日までパースにあるクラウン・シアターで上演された。
3月20日のプレビュー公演を経て、3月21日から4月13日、アデレード・フェスティバル・センターで上演された。リチャード・オブライアンがナレーター役を務めた。
4月23日のプレビュー公演を経て、4月26日から6月22日、メルボルン・コメディ・シアターで上演された。
その後マクラクランがドラマ『The Doctor Blake Mysteries 』に出演することになり、スケジュールの問題により約1年休演し、2015年4月15日から6月7日、シドニー・リリック・シアターで上演された。他の出演者も入れ替えがあり、スティーブン・マヒーがブラッド役、エイミー・ルパマーがジャネット役、アンジェリク・キャシマティスがコロンビア役、ジェイド・ウェスタビーがマジェンタ/アシュレット役、バート・ニュートンがナレーター役となった。ダレン・タイラー、ドリュー・ウェストン、スザンヌ・スティールがファントム役となった。
6月12日からアンコール公演としてメルボルン・コメディ・シアターで再演し、好評につき数週間の追加公演を経て7月19日に閉幕した。1週間、オブライアンがナレーター役を担当した。

### アメリカ・プロダクション

#### 1980年、北米プロダクション
1980年、北米ツアー公演が行なわれた。フランク・グレゴリーがフランク役、マーシャ・ミツマンがジャネット役、フランク・ピアゴがブレッド役、ペンドルトン・ブラウンがリフ・ラフ役、ロレル・ブリナがマジェンタ/トリクシー役、C・J・クリットがコロンビア役、キム・ミルフォードがロッキー役、スティーヴ・リンカーンがナレーター役を務めた。

#### 2000年、ブロードウェイ再演
2000年10月から2002年1月、サークル・イン・ザ・スクエア・シアターにてブロードウェイ再演が行なわれ、トム・ヒューイット(テレンス・マンに交代)がフランク役、アリス・リプリーがジャネット役、ジャロッド・エミックとルーク・ペリーがブラッド役、ラウル・エスパーザ(セバスチャン・バックと交代)がリフ・ラフ役、ジョーン・ジェット(アナ・ガスタイヤーと交代)がコロンビア/アシュレット役、リア・デラリア(ジェイソン・ウッテンと交代)がエディ/スコット博士役、ダフネ・ルービン＝ヴェガがマジェンタ役を務めた。
2001年10月から2002年1月、ナレーター役は通常ディック・キャヴェット(キャヴェット休暇の1週間のみケイト・クリントン)が務めたが、ギルバート・ゴットフリード、サリー・ジェス・ラファエル、ロビン・リーチ、マジシャンのペン&テラー、『ニューヨーク・ポスト』紙のシンディ・アダムズ、MTVパーソナリティのデイヴ・ホームズ、トーク番組司会者ジェリー・スプリンガーなどセレブリティ・ゲストもナレーター役を務めることがあった。2001年9月11日のアメリカ同時多発テロ事件以降、他の作品の公演同様経済危機となり早期の閉幕が提案された。トニー賞において主演男優賞(トム・ヒューイット)、衣裳デザイン賞(デイヴィッド・C・ウーラード)、演出賞(クリストファー・アシュリー)、ミュージカル再演作品賞にノミネートされた。

### ニュージーランド
2010年8月、2009年-2010年イギリス・ツアーを基にした新しいプロダクションが韓国ソウルで開幕し、ジュアン・ジャクソンがフランク役、クリスチャン・ラヴァコムがリフ・ラフ役に配役され、外国人出演者も参加した。7週間公演後、11月にニュージーランドのオークランド、ウェリントン、クライストチャーチで期間限定ツアー公演を行なった。オブライアンがナレーター役を務めた。12月のニュージーランド公演最終週、イギリス・ツアー終了直後にブラッド役のリチャード・ミーク、ジャネット役のヘイリー・フラハーティが駆け付けて出演した。

### シンガポール
2009年-2010年イギリス・ツアーを基にし、2010年の韓国、ニュージーランド公演後、2012年1月、クリストファー・ラスコムのインターナショナル・ツアー・プロダクションがシンガポールのエスプラネード・シアターズ・オン・ザ・ベイで閉幕した。インターナショナル・キャストの他、地元の舞台および映画俳優Hossan Leong がナレーター役で出演し、イギリス・ツアーのマジェンタ/アシュレット役のカラ・レーン、ファントム役のダニエラ・ヴァルヴァノも参加した。1993年にシンガポールで上演された時は抑制気味であったが、この時は修正なしで上演された。しかし2003年まで映画版は閲覧禁止であった。

### 日本
1975年および1976年、ロンドン・プロダクション（WALKING ELEPHANTS CO.,LTD ARRANGEMENT WITH MICHAEL WHITE PRESENTS）による来日公演が行なわれた。1986年以降日本プロダクションでも上演されている。

| 役名                        | 1986年     | 1995年     | 1996年     | 1997年                    | 1999年                    | 2000年                    | 2011年-2012年    | 2017年                | 2022年           |
| --------------------------- | ---------- | ---------- | ---------- | ------------------------- | ------------------------- | ------------------------- | ---------------- | --------------------- | ---------------- |
| フランク・N・フルター       | 藤木孝     | ROLLY      | ROLLY      | ROLLY                     | ROLLY                     | ROLLY                     | 古田新太         | 古田新太              | 古田新太         |
| マジェンタ                  | 島田歌穂   | 宝ダイヤ   | 宝ダイヤ   | 宝ダイヤ                  | 宝ダイヤ                  | 宝ダイヤ                  | グリフィスちか   | 上木彩矢              | フランク莉奈     |
| コロンビア                  | 北村岳子   | 宝ルビー   | 宝ルビー   | 宝ルビー                  | 宝ルビー                  | 宝ルビー                  | ニーコ           | アヴちゃん （女王蜂） | 峯岸みなみ       |
| ジャネット・ワイズ          | 夏木マリ   | 池田有希子 | 池田有希子 | 池田有希子                | 池田有希子                | 池田有希子                | 笹本玲奈         | ソニン                | 昆夏美           |
| 犯罪学者/ナレーター         | 仲恭司     | 壌晴彦     | 壌晴彦     | 細川俊之                  | 瑳川哲朗                  | 瑳川哲朗                  | 藤木孝           | ROLLY                 | 岡本健一         |
| エディ                      | 中丸新将   | 橋本さとし | 安岡力也   | 安岡力也                  | 安岡力也                  | 小西教之                  | ROLLY            | 武田真治              | 岡本健一         |
| エヴレット・V・スコット博士 | 中丸新将   | 橋本さとし | 安岡力也   | 安岡力也                  | 安岡力也                  | 小西教之                  | 右近健一         | 武田真治              | 岡本健一         |
| ロッキー・ホラー            | 押切英希   | ジェフ     | ジェフ     | スティーヴン・A・ヘインズ | スティーヴン・A・ヘインズ | スティーヴン・A・ヘインズ | 辛源             | 吉田メタル            | 武田真治         |
| ブラッド・メジャーズ        | 桑名正博   | 川平慈英   | 曽我泰久   | 曽我泰久                  | 本田修司                  | 本田修司                  | 中村倫也         | 小池徹平              | 小池徹平         |
| リフ・ラフ                  | 今村ねずみ | 右近健一   | KONTA      | KONTA                     | KONTA                     | KONTA                     | 岡本健一         | ISSA （DA PUMP）      | ISSA （DA PUMP） |
| 演出                        | 竹邑類     | 吉川徹     | 吉川徹     | 吉川徹                    | 吉川徹                    | 吉川徹                    | いのうえひでのり | 河原雅彦              | 河原雅彦         |

## キャスト
| 役名                        | オリジナル・ロンドン(1973年)                | オリジナル・ブロードウェイ(1975年) | 映画(1975年)             | ブロードウェイ再演(2000年) | 35周年(2010年)                          | 40周年(2015年) | テレビ映画(2016年)         |
| --------------------------- | ------------------------------------------- | ---------------------------------- | ------------------------ | -------------------------- | --------------------------------------- | --- | -------------------------- |
| フランク・N・フルター       | ティム・カリー                              | ティム・カリー                     | ティム・カリー           | トム・ヒューイット         | ジュリアン・マクマホン                  | デヴィッド・ベデラ | ラバーン・コックス         |
| マジェンタ                  | パトリシア・クイン                          | ジェイミー・ドネリ                 | パトリシア・クイン       | ダフネ・ルービン＝ヴェガ   | エヴァン・レイチェル・ウッド            | ジェイド・ウェスタビー | クリスティーナ・ミリアン   |
| アシュレット                | パトリシア・クイン                          | ジェイミー・ドネリ                 | パトリシア・クイン       | ダフネ・ルービン＝ヴェガ   | ニコール・シャージンガー                | ジェイド・ウェスタビー | アイヴィー・リヴァン       |
| アシュレット                | パトリシア・クイン                          | ジェイミー・ドネリ                 | パトリシア・クイン       | ジョーン・ジェット         |                                         | ジェイド・ウェスタビー |                            |
| コロンビア                  | ネル・キャンベル                            | ボニ・エンテン                     | ネル・キャンベル         | メロラ・ハーディン         | ソフィ・リンダー・リー                  | アナリー・アシュフォード |                            |
| ジャネット・ワイズ          | ジュリー・コヴィントン ベリンダ・シンクレア | アビゲイル・へイネス               | スーザン・サランドン     | アリス・リプリー           | リア・ミシェル                          | ヘイリー・フラーティ | ヴィクトリア・ジャスティス |
| 犯罪学者/ナレーター         | ジョナサン・アダムズ                        | グラハム・ジャーヴィス             | チャールズ・グレイ       | ディック・キャヴェット     | ジャック・ニコルソン ダニー・デヴィート | エマ・バントン エイド・エドモンソン スティーヴン・フライ アンソニー・スチュワート・ヘッド メル・ギードロック リチャード・オブライエン | ティム・カリー             |
| エディ                      | パディ・オハガン                            | ミートローフ                       | ミートローフ             | リア・デラリア             | ホルヘ・ガルシア                        | リチャード・ミーク | アダム・ランバート         |
| エヴレット・V・スコット博士 | パディ・オハガン                            | ミートローフ                       | ジョナサン・アダムス     | リア・デラリア             | ジョージ・ロペス                        | リチャード・ミーク | ベン・ヴリーン             |
| ロッキー・ホラー            | レイナー・ボートン                          | キム・ミルフォード                 | ピーター・ヒンウッド     | セバスチャン・ラコーズ     | マイク・ブレマン                        | ドミニク・アンダーソン | スタズ・ネア               |
| ブラッド・メジャーズ        | クリストファー・マルコム                    | ビル・ミラー                       | バリー・ボストウィック   | ジャロッド・エミック       | マシュー・モリソン                      | ベン・フォスター | ライアン・マッカータン     |
| リフ・ラフ                  | リチャード・オブライエン                    | リチャード・オブライエン           | リチャード・オブライエン | ラウル・エスパーザ         | ルーカス・グラビール                    | クリスチャン・ラヴァコム | リーヴ・カーニー           |

## 使用楽曲
| ロイヤル・コート劇場シアター・アップステア - "Science Fiction/Double Feature" - "Dammit, Janet!" - "Over at the Frankenstein Place" - "Sweet Transvestite" - "The Time Warp" - "The Sword of Damocles" - "I Can Make You a Man" - "What Ever Happened to Saturday Night?" - "Touch-a, Touch-a, Touch-a, Touch Me" - "Once in a While" - "Eddie's Teddy" - "Planet, Schmanet, Janet" - "Rose Tint My World/Don't Dream It, Be It/Wild and Untamed Thing" - "I'm Going Home" - "Superheroes" - "Science Fiction/Double Feature (Reprise)" チェルシー・クラシック・シネマおよびキングス・ロード劇場(旧エソルド・シネマ)では『I Can Make You a Man 』、『Eddie's Teddy 』が追加された。 | ブロードウェイ - "Science Fiction" - トリクシー - "Damn-it Janet" - ブラッド、ジャネット - "Over at the Frankenstein Place" - ジャネット、ブラッド、リフ・ラフ - "Sweet Transvestite" - フランク、カンパニー - "Time Warp" - マジェンタ、コロンビア、リフ・ラフ、ナレーター - "The Sword of Damocles" - ロッキー - "Charles Atlas Song" - フランク - "Hot Patootie" - エディ - "Charles Atlas Song (Reprise)" - フランク - "Eddie's Teddy" - スコット博士、コロンビア、カンパニー - "Once in a While" - ブラッド - "Planet Schmanet Janet" - フランク - "Rose Tint My World" - カンパニー - "Superheroes" - カンパニー - "Science Fiction (Reprise)" - トリクシー - "Sweet Transvestite (Reprise)" - カンパニー - "Time Warp (Reprise)" - カンパニー |

## キャスト・レコーディング
| - 1973 ロンドン・キャスト - 1974 ロキシー・キャスト - 1974 オーストラリア・キャスト - 1975 ブラジル・キャスト - 1975 映画版サウンドトラック - 1976 メキシコ・キャスト - 1977 ノルウェー・キャスト | - 1978 ニュージーランド・キャスト(ゲイリー・グリッター主演) - 1980 ドイツ・キャスト - 1981 オーストラリア・キャスト - 1990 ロンドン・キャスト ("The Whole Gory Story") - 1991 アイスランド・キャスト - 1992 オーストラリア・キャスト - 1994 ドイツ・キャスト | - 1995 ニュージーランド・キャスト - 1995 フィンランド・キャスト - 1995 アイスランド・キャスト - 1995 ドイツ・キャスト - 1995 スタジオ・キャスト(クリストファー・リーがナレーター役) - 1996 デンマーク・キャスト - 1996–97 ヨーロッパ・ツアー | - 1997 ドイツ・キャスト - 1998 ロンドン・キャスト - 1998 南アフリカ・キャスト - 2001 ブロードウェイ・キャスト - 2001 韓国キャスト - 2001 ペルー・キャスト | - 2002 フィリピン・キャスト - 2005 バンクーバー・キャスト - 2007 パナマ・キャスト - 2009 メキシコ・キャスト - 2010 アイスランド・キャスト - 2011 ポーランド・キャスト - 2011 日本キャスト |

## 受賞歴
1973年、オリジナル・ロンドン・プロダクションはイブニング・スタンダード賞ミュージカル作品賞を受賞した。オリジナル・ブロードウェイ・プロダクションおよび2000年再演は共にトニー賞およびドラマ・デスク・アワードにノミネートされた。

### オリジナル・ロンドン・プロダクション
| 年   | 賞                         | 部門               | ノミネート者       | 結果 |
| ---- | -------------------------- | ------------------ | ------------------ | ---- |
| 1973 | イブニング・スタンダード賞 | ミュージカル作品賞 | ミュージカル作品賞 | 受賞 |

### オリジナル・ブロードウェイ・プロダクション
| 年   | 賞                       | 部門                                     | ノミネート者                             | 結果       |
| ---- | ------------------------ | ---------------------------------------- | ---------------------------------------- | ---------- |
| 1975 | トニー賞                 | 照明デザイン賞                           | チップ・モンク                           | ノミネート |
| 1975 | ドラマ・デスク・アワード | ミュージカル主演男優賞                   | ティム・カリー                           | ノミネート |
| 1975 | ドラマ・デスク・アワード | ミュージカル助演女優賞                   | ボニ・エンテン                           | ノミネート |
| 1975 | ドラマ・デスク・アワード | ユニーク・シアトリカル・エクスペリエンス | ユニーク・シアトリカル・エクスペリエンス | ノミネート |

### 2001年、ブロードウェイ再演
| 年   | 賞                       | 部門                       | ノミネート者                | 結果       |
| ---- | ------------------------ | -------------------------- | --------------------------- | ---------- |
| 2001 | トニー賞                 | 再演ミュージカル作品賞     | 再演ミュージカル作品賞      | ノミネート |
| 2001 | トニー賞                 | ミュージカル主演男優賞     | トム・ヒューイット          | ノミネート |
| 2001 | トニー賞                 | ミュージカル演出賞         | クリストファー・アシュリー  | ノミネート |
| 2001 | トニー賞                 | 衣裳デザイン賞             | デイヴィッド・C・ウーラード | ノミネート |
| 2001 | ドラマ・デスク・アワード | 再演ミュージカル作品賞     | 再演ミュージカル作品賞      | ノミネート |
| 2001 | ドラマ・デスク・アワード | ミュージカル主演男優賞     | トム・ヒューイット          | ノミネート |
| 2001 | ドラマ・デスク・アワード | ミュージカル演出賞         | クリストファー・アシュリー  | ノミネート |
| 2001 | ドラマ・デスク・アワード | 振付賞                     | ジェリー・ミッチェル        | ノミネート |
| 2001 | ドラマ・デスク・アワード | ミュージカル装置デザイン賞 | デイヴィッド・ロックウェル  | ノミネート |
| 2001 | シアター・ワールド賞     | シアター・ワールド賞       | ラウル・エスパーザ          | 受賞       |